# Heinrich Goddaeus
Bernhard Philipp Heinrich Goddaeus oder Goddäus (* 9. Januar 1742 in Kassel; † 16. Dezember 1819 ebenda) war ein landgräflich-hessischer Justiz- und Verwaltungsbeamter, zuletzt Richter am Oberappellationsgericht in Kassel. Er wurde 1812 bzw. 1814 in den Adelsstand erhoben und somit Stammvater der hessischen Adelsfamilie von Goddaeus.

## Leben
Heinrich Goddaeus war das sechste von sieben Kindern und der vierte von fünf Söhnen des Johann Friedrich Goddaeus (1692–1772), Hessen-Kasseler Vizekanzler und Geheimer Rat, und dessen Frau Catharina Christine Dehn-Rothfelser (1705–1782). Seines Vaters Vorfahren stammten ursprünglich aus Westfalen. Einer von ihnen war der in Schwerte geborene Johann Gödde (1555–1632), der in Marburg die Rechte studierte, dort Rektor der Philipps-Universität wurde und seinen Namen latinisierte: Johannes Goddaeus.
Heinrich Goddaeus studierte ab 1760 Rechtswissenschaft an der Universität Göttingen und trat 1766 als Regierungsprokurator in die Dienste der Landgrafschaft Hessen-Kassel. 1773 wurde er Justizrat. 1776 wurde er als Regierungsrat nach Rinteln in der Grafschaft Schaumburg versetzt, wo er bis 1795 tätig war. Im Jahre 1795 wurde er Oberappellationsrat am Oberappellationsgericht in Kassel. Während der Zeit des napoleonischen Königreichs Westphalen (1807–1813) war er Richter am Appellationshof in Kassel. Nach der Restitution von Kurhessen 1813 diente er wieder am Oberappellationsgericht in Kassel. Er wurde 1814 zum Geheimen Rat ernannt, und 1817 ging er in Pension.

## Standeserhöhung
Im November 1811 bemühte sich Goddaeus, mit Hinweis auf das zwei Monate zuvor verabschiedete Dekret über die Titelkommission, bei König Jérôme Bonaparte von Westphalen um eine Standeserhöhung. Er wurde auf den Dienstweg verwiesen, denn der Antrag hätte bei der Titelkommission gestellt werden müssen. Diese arbeitete aber sehr schnell, sodass Heinrich Goddaeus schon am 26. März 1812 (mit Diplom vom 5. November 1812) zum Ritter ernannt wurde.
Diese Adelserhebung wurde zwar nach dem Ende des Königreichs Westphalen von Kurhessen nicht anerkannt, aber Heinrich Goddaeus wurde schon am 18. November 1814 für seine Verdienste in den kurhessischen Adelsstand erhoben. Sein Sohn Bernhard nahm dann den Namen „von Goddaeus“ an.

## Ehe und Nachkommen
Goddaeus heiratete am 7. Dezember 1785 Amalie Sophie Adelheid von Hüllesheim (1768/69–1828), Tochter des preußischen Geheimen Kriegs- und Domänenrats Johann Bernhard von Hüllesheim. Aus der Ehe stammten zwei Kinder, beide in Rinteln geboren:
- Bernhard Philipp Friedrich von Goddaeus (* 7. August 1788; † 5. März 1853), Hessen-Kasseler Staatsrat
- Wilhelmine Amalie Auguste Friederike von Goddaeus (* 10. März 1790; † 15. September 1848)